# Beaver Lake 17
Beaver Lake 17 är ett reservat i Kanada.   Det ligger i provinsen Nova Scotia, i den östra delen av landet, 1 000 km öster om huvudstaden Ottawa. Beaver Lake 17 ligger vid sjöarna  Lower Beaver Lake och Middle Beaver Lake.
I omgivningarna runt Beaver Lake 17 växer i huvudsak blandskog. Runt Beaver Lake 17 är det mycket glesbefolkat, med 2 invånare per kvadratkilometer.